# 중부로 (양산시)
중부로(Jungbu-ro)은 대한민국의 경상남도 양산시 중부동 중심부를 연결하는 도로이다.

## 노선 경로
- 삼거리 명칭 미상 - 강변로
- 10번교차로 - 양산대로 (국도 제35호선)
- 서일동3길와 직결